# ダラス・ハーパー
ダラス・ハーパー（Dallas Harper）は、アメリカ合衆国のプロレスラー。オハイオ州カントン出身。WWEの傘下団体であるNXTに所属。

## 来歴

### 学生時代
学生時代はバスケットボールで活動。オハイオ州ペリーに所在するペリー高校時代はセンターとして活躍。ペリー高校卒業後は同じくペリーに所在するマローン大学に進学。
2014年3月、プロレスラーになる事を志してオハイオ州マンスフィールドを拠点とするASWA（American States Wrestling Alliance）が運営するASWAトレーニングセンターに入門。

### WWE
2015年10月、アメリカのメジャープロレス団体であるWWEとディベロップメント契約を交わし入団。トレーニング施設であるWWEパフォーマンスセンターにてプロレスの基礎を学ぶ。
2016年2月5日、傘下団体であるNXTのNXT Liveにてストールを羽織った蝶ネクタイのスーツ姿で登場。リングに上がり実況アナウンサーのトム・フィリップスよりインタビューを受け、セールスポイントについて尋ねられると長身が魅力である事をアピールした。同月18日、NXT Liveにてプロレスラーデビューを果たす。ASWAの先輩であるソーヤー・フルトンの胸を借りて対戦するが敗戦した。